# Vince Flynn
Vincent Joseph Flynn (Saint Paul, 6 aprile 1966 – Saint Paul, 19 giugno 2013) è stato uno scrittore statunitense.

## Biografia
Nato a Saint Paul il 6 aprile 1966, ha compiuto gli studi alla University of St. Thomas. Ha esordito nella narrativa poliziesca nel 1997 con il thriller politico Term Limits e due anni dopo con Potere assoluto ha iniziato la serie avente per protagonista l'agente antiterrorismo della CIA Mitch Rapp che tornerà in dodici romanzi uno dei quali, L'assassino americano, trasposto in pellicola cinematografica nel 2017. È morto a Saint Paul il 19 giugno 2013 a causa di un cancro alla prostata contro il quale lottava dal 2011.

## Opere

### Serie Mitch Rapp
- Potere assoluto (Transfer of Power, 1999), Milano, Sonzogno, 2019 traduzione di Daniele Giusto ISBN 978-88-347-3789-7.
- La terza opzione (The Third Option, 2000), Milano, Sonzogno, 2003 traduzione di Fabio Zucchella ISBN 88-454-2368-9.
- Separazione di poteri (Separation of Power, 2001), Milano, Sonzogno, 2003 traduzione di Fabio Zucchella ISBN 88-454-1124-9.
- Executive Power (2003)
- Memorial Day (2004)
- Consent to Kill (2005)
- Act of Treason (2006)
- Protect and Defend (2007)
- Extreme Measures (2008)
- Pursuit of Honor (2009)
- L'assassino americano (American Assassin, 2010), Roma, TimeCrime, 2013 traduzione di Elena De Giorgi ISBN 978-88-6688-213-8.
- Colpo mortale (Kill Shot, 2012), Roma, TimeCrime, 2014 traduzione di Annalisa Biasci ISBN 978-88-6688-145-2.
- The Last Man (2012)

### Altri romanzi
- Term Limits (1997)

## Adattamenti cinematografici
- American Assassin, regia di Michael Cuesta (2017)